# Saint-Pardoux-l'Ortigier
Saint-Pardoux-l'Ortigier este o comună în departamentul Corrèze din centrul Franței. În 2009 avea o populație de 472 de locuitori.

## Evoluția populației
| An        | 1975 | 1982 | 1990 | 1999 | 2006 | 2009 |
| --------- | ---- | ---- | ---- | ---- | ---- | ---- |
| Populație | 397  | 395  | 422  | 404  | 454  | 472  |